# Wilhelm Meyer-Lübke
Wilhelm Meyer-Lübke (Dübendorf, 30 gennaio 1861 – Bonn, 4 ottobre 1936) è stato un linguista e filologo svizzero.
Studioso romanista, fu sostenitore dell'applicazione dei principi neogrammaticali al dominio romanzo ed è noto anche per essere stato, con Friedrich Christian Diez, uno dei fondatori della linguistica neolatina.

## Biografia
Nato in una famiglia benestante dello zurighese, dal 1879 studiò filologia classica, filologia romanza ed indoeuropeistica nell'Università di Zurigo, laureandovisi quindi nel 1883. Nel biennio (1882-1883) si era recato a Berlino per seguire dapprima le lezioni del noto indoeuropeista Johannes Schmidt, da cui apprese il metodo neogrammaticale, e poi quelle di Adolf Tobler.
Nel 1884 ottenne la venia legendi a Zurigo nonostante non presentasse nessuna tesi di abilitazione alla libera docenza. Tra il 1885 e il 1887 fu a Parigi per sostituire Gaston Paris all'École pratique des hautes études e affiancò Arsène Darmesteter nelle sue lezioni. Nel 1887 ottenne la libera docenza in linguistica comparata all'Università di Jena. Nel 1890, si trasferì all'Università di Vienna dove insegnò filologia romanza con Adolfo Mussafia ed ebbe tra i suoi allievi Matteo Giulio Bartoli. Qui ricoprì anche le cariche di preside della facoltà di lettere prima (a. a. 1905-1906) e di rettore dell'ateneo poi (a. a. 1906-1907). Infine nel 1915 accettò la cattedra di filologia romanza all'Università di Bonn, dove continuò ad insegnare sino alla sua morte.

## Pubblicazioni principali
- Italienische Grammatik, Lipsia, Verlag von O. R. Reisland, 1890.
- Grammatik der romanischen Sprachen, 4 voll., Lipsia, Fues's Verlag (R. Reisland), 1890-1902 (ristampa 1972).
- Einführung in das Studium der romanischen Sprachwissenschaft, Heidelberg, Carl Winter, 1920 (3ª edizione; 1ª ed. 1901).
- Historische Grammatik der französischen Sprache, 2 voll., Heidelberg, Carl Winter, 1913-1921.
- Romanisches etymologisches Wörterbuch, Heidelberg, Carl Winter, 1968 (4ª edizione; 1ª ed. 1911; ristampa 2009).
- Das Katalanische, Heidelberg, Carl Winter, 1925.